# Aprile

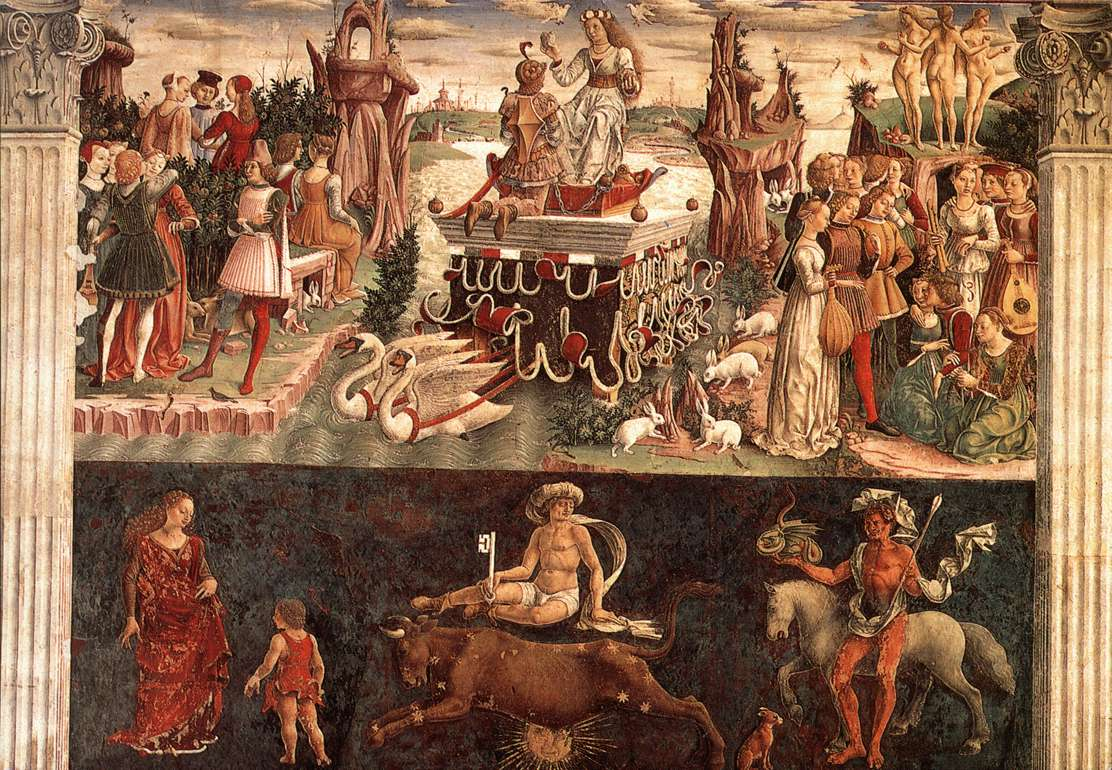
Trionfo di Venere, governatrice del Toro, segno entrante il 21 di Aprile nell'omonimo affresco nel Salone dei Mesi di Palazzo Schifanoia a Ferrara.

Aprile è il quarto mese dell'anno in base al calendario gregoriano, il secondo della primavera nell'emisfero boreale e dell'autunno nell'emisfero australe. Conta 30 giorni e si colloca nella prima metà di un anno civile.

## Storia

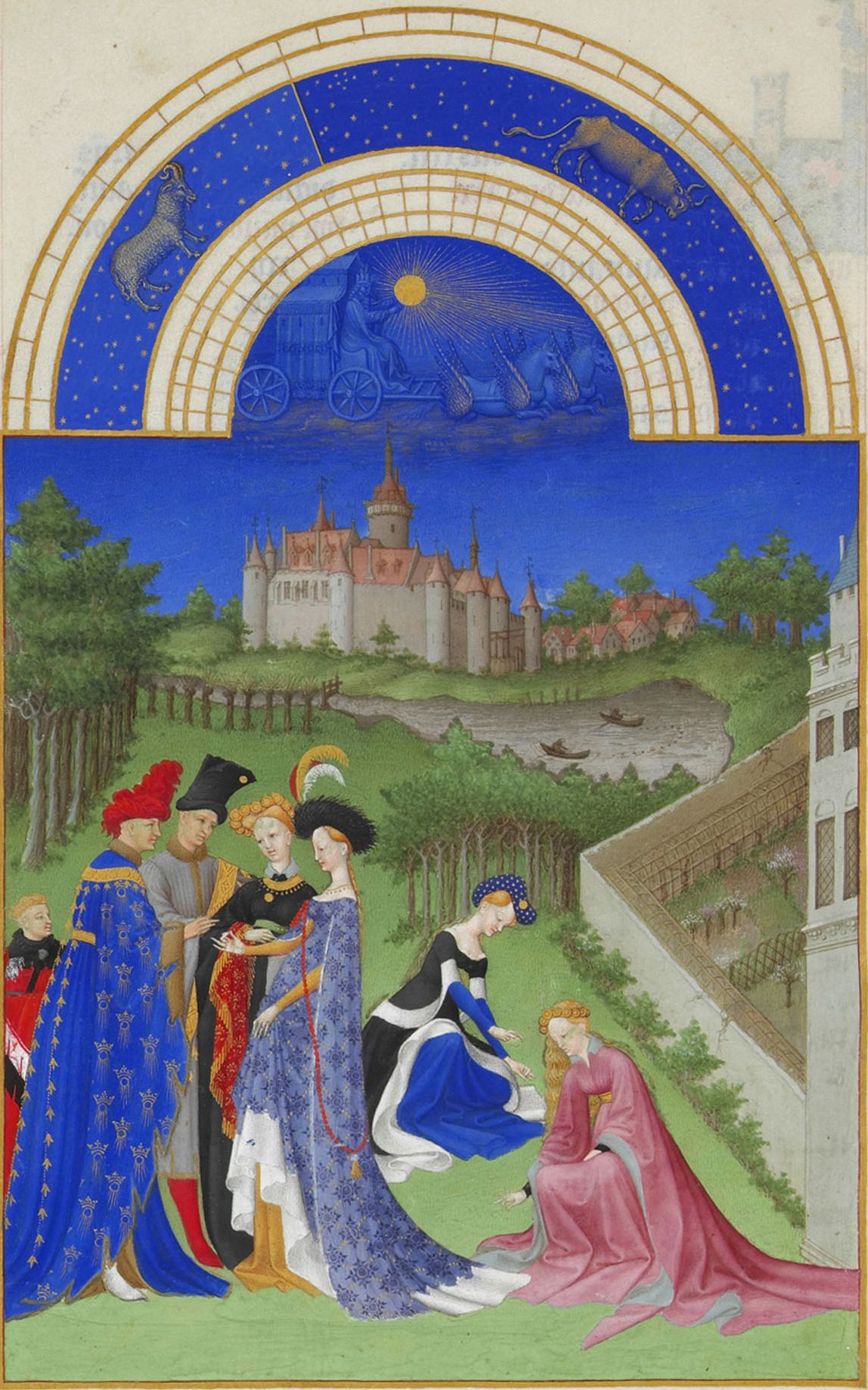
Avril, da Les très riches heures du duc de Berry

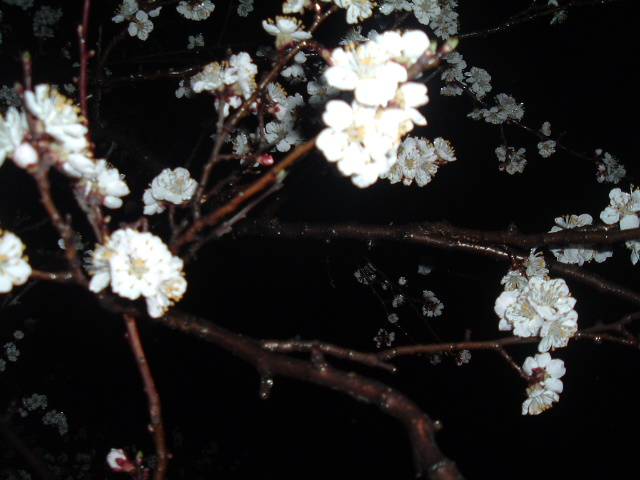
Fiori di albicocco ad aprile nell'emisfero boreale

Secondo alcune interpretazioni, il nome deriva dall'etrusco Apro, a sua volta dal greco Afrodite, dea dell'amore, a cui era dedicato il mese di aprile. Secondo altre teorie, il nome deriva invece dal latino aperire (aprire) per indicare il mese in cui si "schiudono" piante e fiori.
Nell'antico calendario romano aprile era il secondo dei 10 mesi e in esso si svolgevano tre festività legate alla fertilità e alla coltivazione dei campi; era considerato mese di rinascita dopo il letargo invernale.

## Cultura
Ad aprile cadono rispettivamente i due segni zodiacali di Ariete e Toro.
Le traduzioni in inglese "April" e in francese "Avril" sono usate come nome proprio di persona.
Tra i proverbi più noti, aprile ogni goccia un barile e aprile, dolce dormire.

## Ricorrenze
La Pasqua cristiana cade la maggior parte delle volte ad aprile, fino al 25 aprile, a seconda del ciclo lunare.
Il primo del mese avviene la tradizione del pesce d'aprile.